# Nourray
Nourray és un municipi francès, situat al departament del Loir i Cher i a la regió de Centre – Vall del Loira. L'any 2007 tenia 111 habitants.

## Demografia

### Població
El 2007 la població de fet de Nourray era de 111 persones. Hi havia 50 famílies, de les quals 12 eren unipersonals (12 dones vivint soles i 12 dones vivint soles), 17 parelles sense fills, 17 parelles amb fills i 4 famílies monoparentals amb fills.
La població ha evolucionat segons el següent gràfic:
Habitants censats

### Habitatges
El 2007 hi havia 58 habitatges, 50 eren l'habitatge principal de la família, 4 eren segones residències i 4 estaven desocupats. 57 eren cases i 1 era un apartament. Dels 50 habitatges principals, 42 estaven ocupats pels seus propietaris i 8 estaven llogats i ocupats pels llogaters; 9 tenien tres cambres, 15 en tenien quatre i 26 en tenien cinc o més. 45 habitatges disposaven pel capbaix d'una plaça de pàrquing. A 21 habitatges hi havia un automòbil i a 27 n'hi havia dos o més.

### Piràmide de població
La piràmide de població per edats i sexe el 2009 era:
| Homes | Edats   | Dones |
| ----- | ------- | ----- |
| 0     | 95 o +  | 0     |
| 0     | 90 a 94 | 0     |
| 4     | 85 a 89 | 4     |
| 0     | 80 a 84 | 0     |
| 0     | 75 a 79 | 4     |
| 0     | 70 a 74 | 4     |
| 4     | 65 a 69 | 4     |
| 4     | 60 a 64 | 0     |
| 0     | 55 a 59 | 4     |
| 4     | 50 a 54 | 0     |
| 8     | 45 a 49 | 16    |
| 0     | 40 a 44 | 0     |
| 4     | 35 a 39 | 0     |
| 4     | 30 a 34 | 8     |
| 4     | 25 a 29 | 0     |
| 8     | 20 a 24 | 8     |
| 4     | 15 a 19 | 8     |
| 0     | 10 a 14 | 0     |
| 0     | 5 a 9   | 8     |
| 4     | 0 a 4   | 0     |

## Economia
El 2007 la població en edat de treballar era de 71 persones, 59 eren actives i 12 eren inactives. De les 59 persones actives 55 estaven ocupades (28 homes i 27 dones) i 4 estaven aturades (3 homes i 1 dona). De les 12 persones inactives 6 estaven jubilades, 2 estaven estudiant i 4 estaven classificades com a «altres inactius».

### Ingressos
El 2009 a Nourray hi havia 52 unitats fiscals que integraven 119 persones, la mediana anual d'ingressos fiscals per persona era de 20.829 €.

### Activitats econòmiques
Dels 4  establiments que hi havia el 2007, 3 eren d'empreses de comerç i reparació d'automòbils i 1 d'una entitat de l'administració pública.
L'any 2000 a Nourray hi havia 11 explotacions agrícoles que ocupaven un total de 1.528 hectàrees.

## Equipaments sanitaris i escolars
L'únic equipament sanitari que hi havia el 2009 era una ambulància.

## Poblacions més properes
El següent diagrama mostra les poblacions més properes.